# Riz gluant

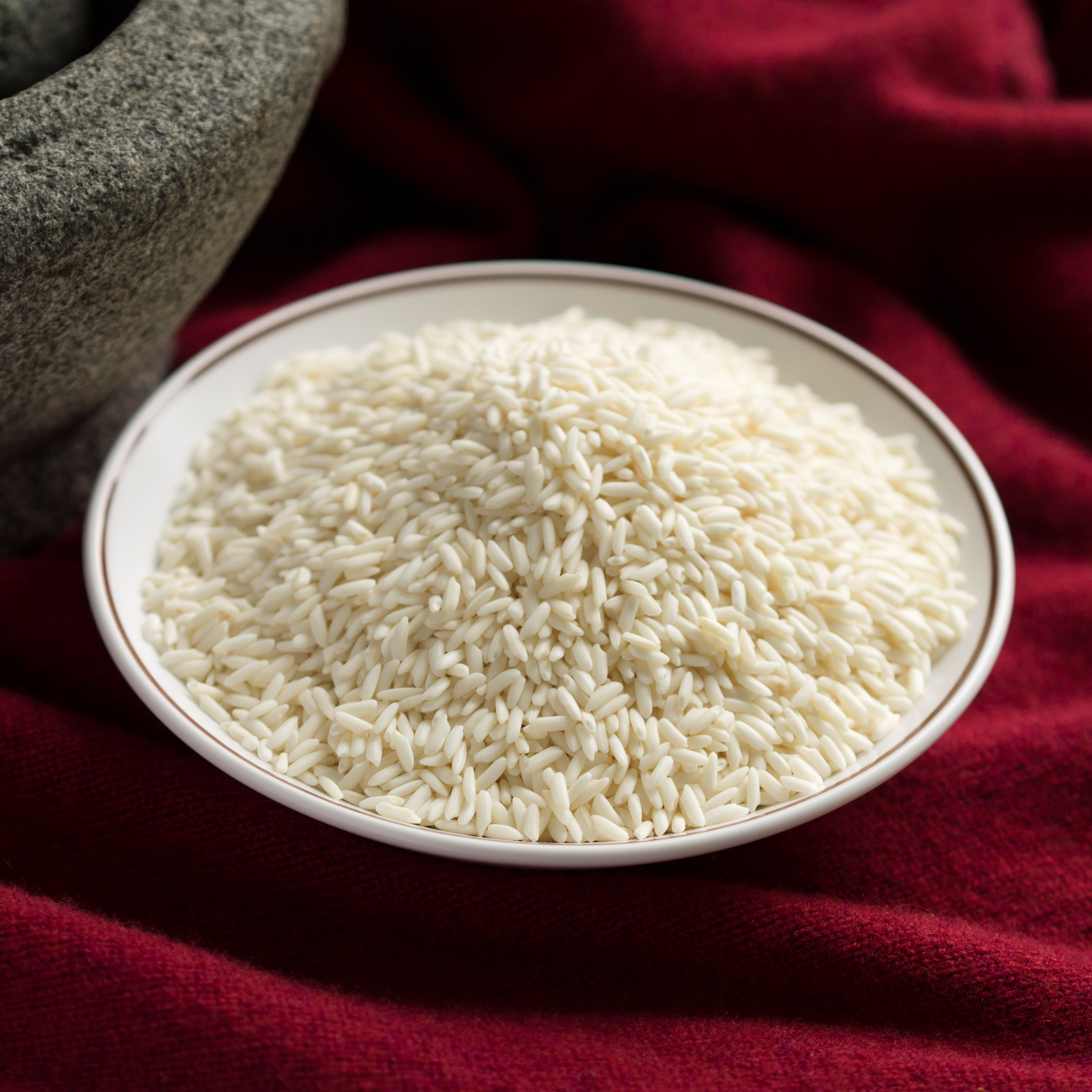
Du riz gluant avant cuisson.

Le riz gluant, riz glutineux, riz collant ou riz doux, est un mutant de riz (Oryza sativa L.) produit et consommé en Asie.
Certaines régions donnent la préférence au riz gluant pour leur consommation quotidienne : c'est le cas du Laos, du Nord et Nord-Est (Isan) de la Thaïlande, du Nord-Ouest du Vietnam, d'une partie de la Birmanie et des provinces chinoises du Yunnan méridional et du Guangxi occidental.

## Domestication - origine
La préférence pour la texture collante serait en lien avec le mode de cuisson (vapeur, ébullition), lui même déterminé par les céréales dominantes (il existe dans les mêmes zones des millets collants ou des orges collants),. La zone de domestication du riz gluant va du sud de la Chine au Cambodge en passant par la Birmanie, le Viêt-Nam, le Laos, la Thaïlande. Le riz gluant se caractérise par sa teneur nulle (ou négligeable) en amylose et par sa teneur élevée en amylopectine, qui sont les deux composants de l'amidon. L'amylopectine est à l'origine du caractère collant du riz gluant. L'absence d'amylose dans les variétés de riz gluant résulte d'une mutation du site d'épissage de l'intron 1 du gène Waxy (responsable de la synthèse de l'amylose et du goût du riz cuit), mutation inconnue chez les riz sauvages, qui a pour origine un évènement évolutif unique probablement survenu en Asie du Sud-Est, de là il aurait gagné l'Asie du nord,,. Ces mutations des 3 principaux allèles du gène Wax ont été isolées par l'homme qui a sélectionné divers cultivars aux degrés de viscosité différents, diversité toujours conservée notamment dans le Guizhou chinois,,. Elle affecte surtout le riz japonica - qui absorbe bien les liquides et a une tendance collante - elle est rare ou absente dans le japonica tropical, l'indica et variétés aromatiques,.
La datation est délicate : le vrai riz gluant résulte d'une évolution depuis des riz semi-gluants venus de Chine vers l'Asie du Sud-Est il y a 4 000 à 5 000 ans, la première attestation écrite datant du Ier siècle av. J.-C..

## Particularités
Ce riz ne contient pas de gluten alimentaire (c'est-à-dire pas de gluténine ni de gliadine) et convient donc aux régimes sans gluten.

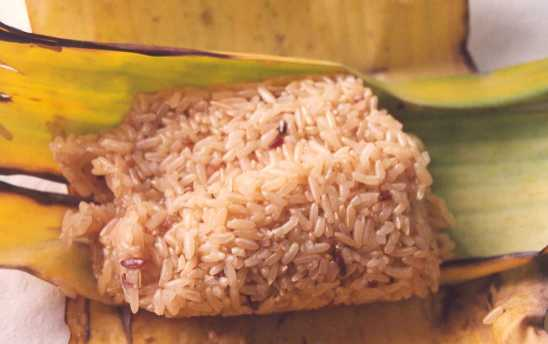
Riz gluant dans une feuille de bananier.

De nombreuses variétés de riz peuvent devenir plus ou moins collantes à la cuisson, mais on ne doit pas les confondre avec le riz « visqueux » obtenu à partir du riz gluant.
Le riz gluant cru possède une particularité, utilisée au Viet Nam dans le delta du Mékong : grillé avec très peu d'huile, il gonfle naturellement et devient croustillant en refroidissant (comme le riz soufflé, sans nécessiter d'installation industrielle).

## Traditions asiatiques

### Traditions birmanes

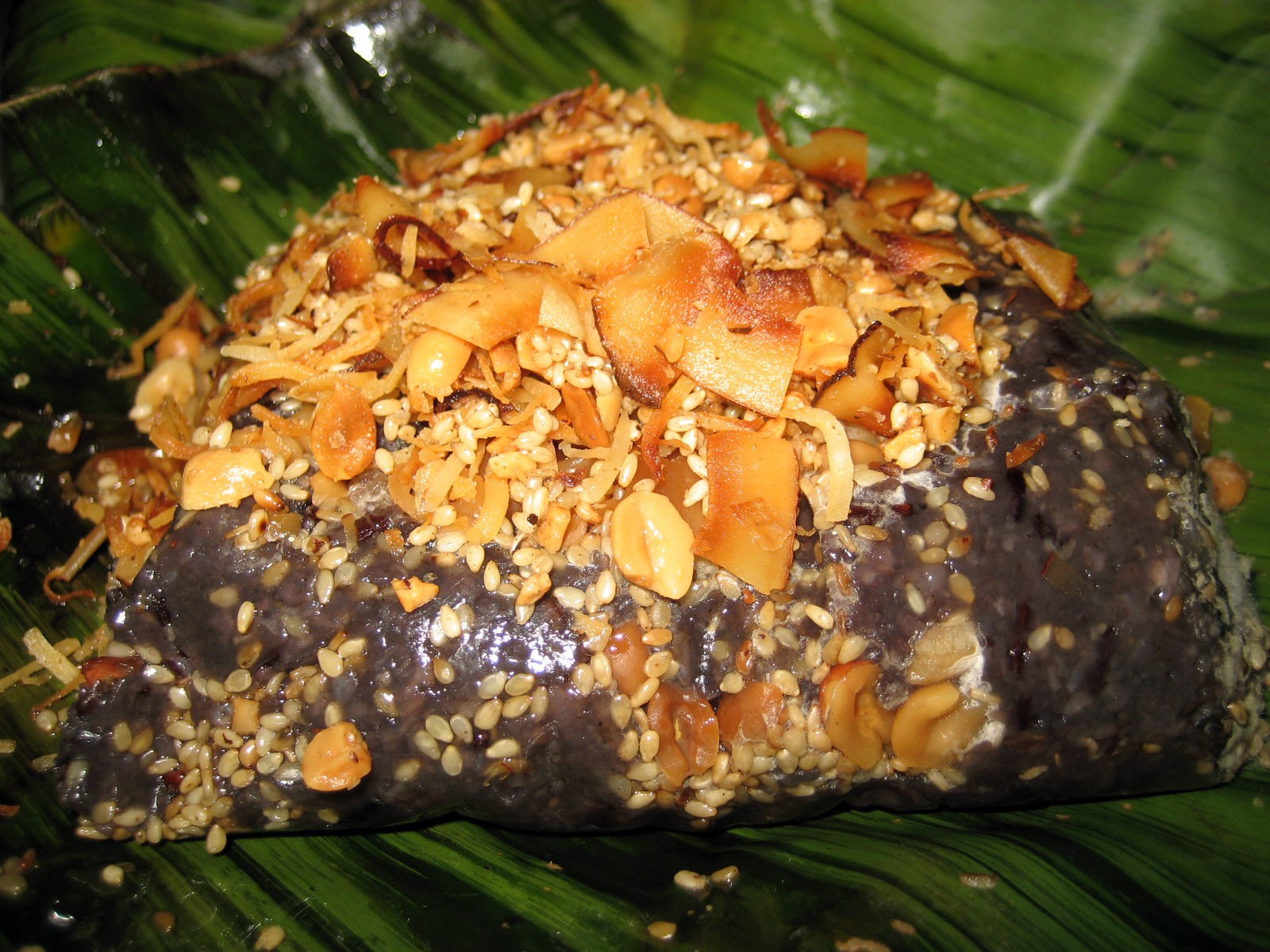
Htamanè, dessert birman au riz gluant.

Le riz gluant, appelé kao hnyin (birman : ကောက်ညှင်း), est très populaire en Birmanie. Le kauk hnyin baung est un plat servi au déjeuner avec des pois bouillis (pè byoke) ou avec différentes sortes de beignets tels que les urad dal (baya gyaw) servis sur une feuille de bananier.

### Traditions chinoises

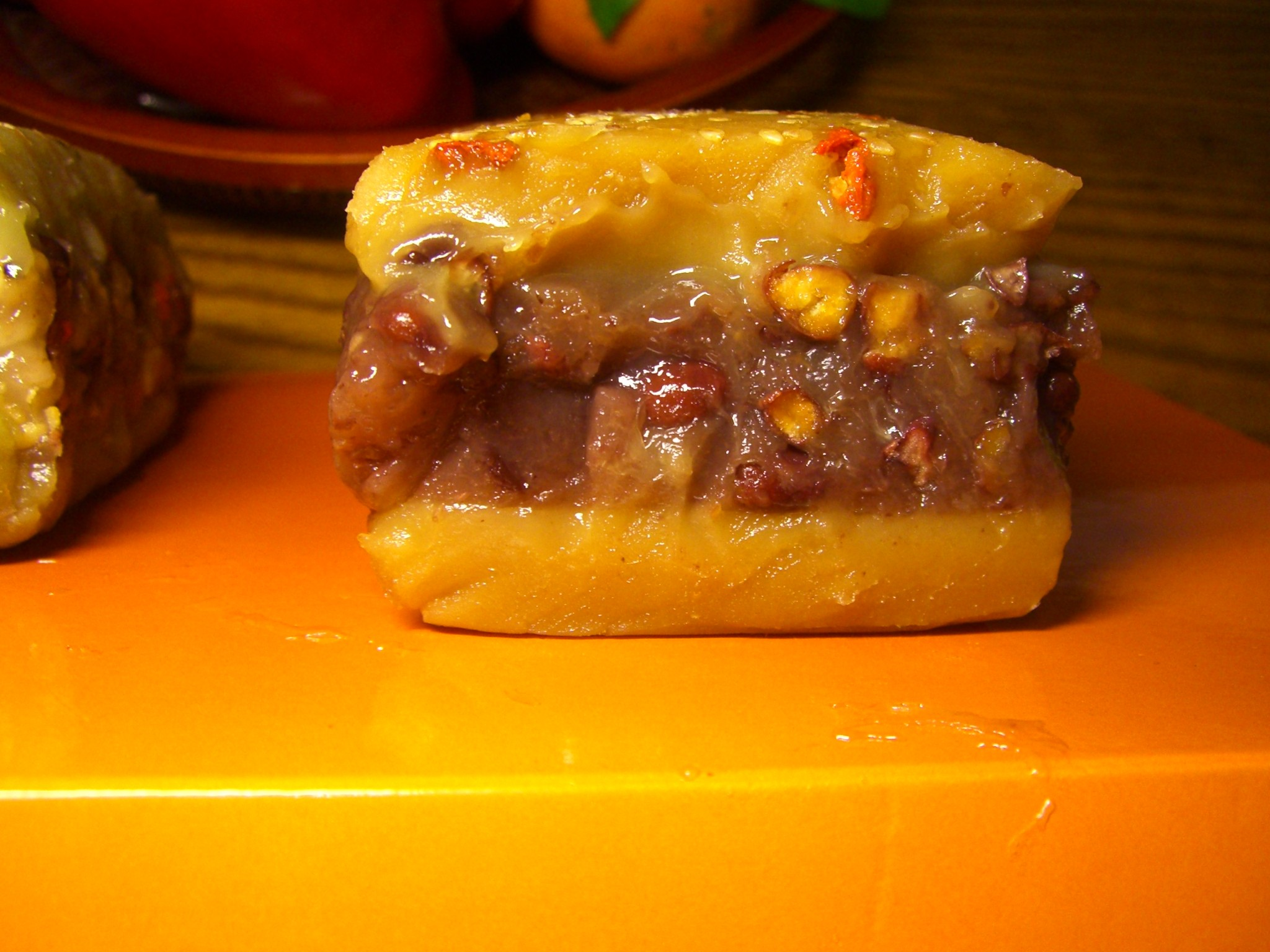
Niangao.

En chinois, le riz collant est connu sous le nom de 糯米 (nùomǐ, en mandarin). Les Chinois ont adopté le riz gluant comme partie intégrante de leur régime alimentaire, principalement dans des plats saisonniers et festifs. Par exemple, le zongzi est une sorte de mets chinois fait de riz gluant et d'une garniture, cuit à la vapeur dans de grandes feuilles en forme de berlingot et habituellement consommé pendant la fête des bateaux dragons. Le lo mai gai est fait d'une portion de riz gluant et d'un morceau de poulet enveloppés dans des feuilles de lotus et cuits à la vapeur. Il est servi comme plat dim sum à Hong Kong, Singapour et en Malaisie.
Le riz gluant est aussi moulu pour produire de la farine de riz gluant. Cette farine sert à préparer :
- le nian gao, pâtisserie du Nouvel An chinois ;
- les galettes de riz, sorte de nouilles plates, épaisses et ovales également appelées nian gao ;
- les tangyuan ou yuanxiao, sortes de boulettes sucrées et bouillies, couramment consommées lors de la fête des lanternes ;
- les boules de coco, boules de farine de riz gluant recouvertes de noix de coco, fourrées d'une pâte de soja jaune et bouillies.

Il est également parfois utilisé comme épaississant et pour la cuisson au four.
Il sert aussi au brassage de la bière traditionnelle choujiu.
Associé avec la chaux, il est également utilisé comme mortier dans de nombreuses constructions depuis 1 500 ans, tels des murs d'enceinte, des tombes ainsi que des réservoirs d'eau.

### Traditions coréennes
En Corée, le riz gluant est appelé chapssal (hangul : 찹쌀), et son caractère collant typique est appelé chalgi (hangul : 찰기). Le riz préparé à base de riz gluant est appelé chalbap (hangul : 찰밥) et les gâteaux de riz semblables au mochi japonais sont des chalddeok ou chapssalddeok (hangul : 찰떡, 찹쌀떡). Le chalbap est employé comme farce dans le samgyetang.

### Traditions indonésiennes
En Indonésie, le riz gluant est appelé beras ketan ou simplement ketan à Java et dans le reste de l'archipel, sauf à Sumatra où on l'appelle pulut. Cet ingrédient est couramment utilisé pour préparer des snacks sucrés, salés ou fermentés. Il est employé en grains décortiqués ou réduit en farine. Il est mélangé au lait de coco (santan) avec une pincée de sel. Il est rarement consommé en tant que féculent ; le lemang est une préparation de riz gluant cuit dans une tige de bambou tapissée de feuilles de bananier avec du lait de coco. Il est mélangé à du riz ordinaire dans des plats comme le nasi tumpeng ou le nasi tim. C'est l'aliment traditionnel durant la période de Lebaran. Il sert aussi à la production de boissons alcoolisées comme le tuak ou le brem bali.

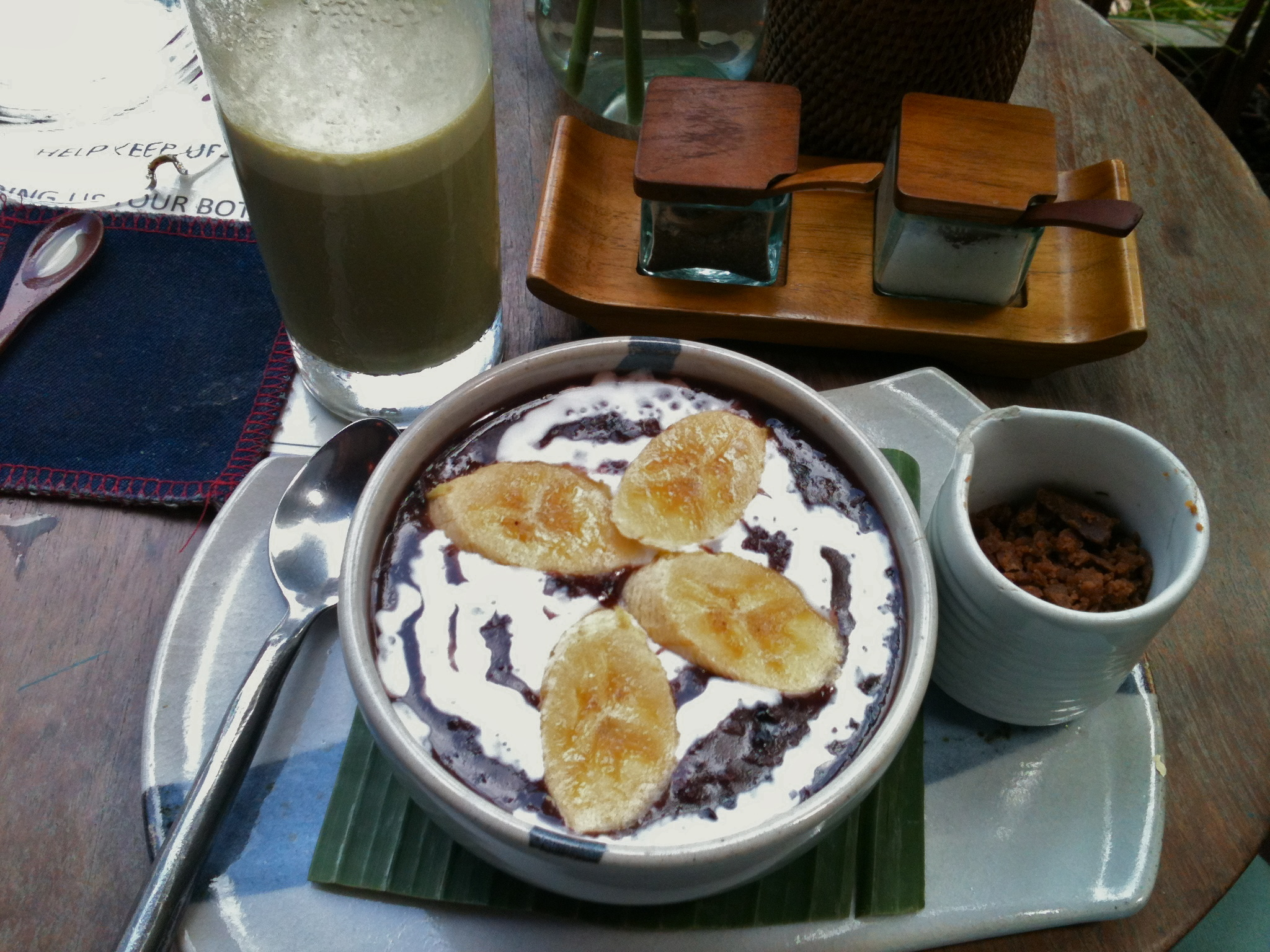
Bubur ketan hitam, avec banane.

#### En-cas
- Bubur ketan hitam : dessert sucré indonésien, à base d'une congee de riz gluant noir, lait de coco.
- Ketupat : boulette à base de riz emballé dans un petit panier de feuilles de palme cuites.
- Gandos (javanais : ꦒꦤ꧀ꦢꦺꦴꦱ꧀) aussi gâteau Rangin, gâteau pancong, bandros, tratak jaran, daluman (à Bali) : pâte de farine de riz mélangée avec du lait de coco du sel cuits sur une plaque parfois saupoudré de sucre
- Lemang : riz gluant, de lait de coco et de sel, cuit dans un tige de bambou vide tapissé de feuilles de bananes.
- Lemper : papillote indonésienne de feuille de bananier avec riz gluant sucré, viande de bœuf ou de poulet (lemper ayam), coco et aromates (cumin, macadamia, combava, gingembre, etc. [12],[13],[14]
- Nasi kuning : riz cuit avec du lait de coco et du curcuma.
- Tumpeng : cône de riz accompagné de légumes, viandes et divers condiments.

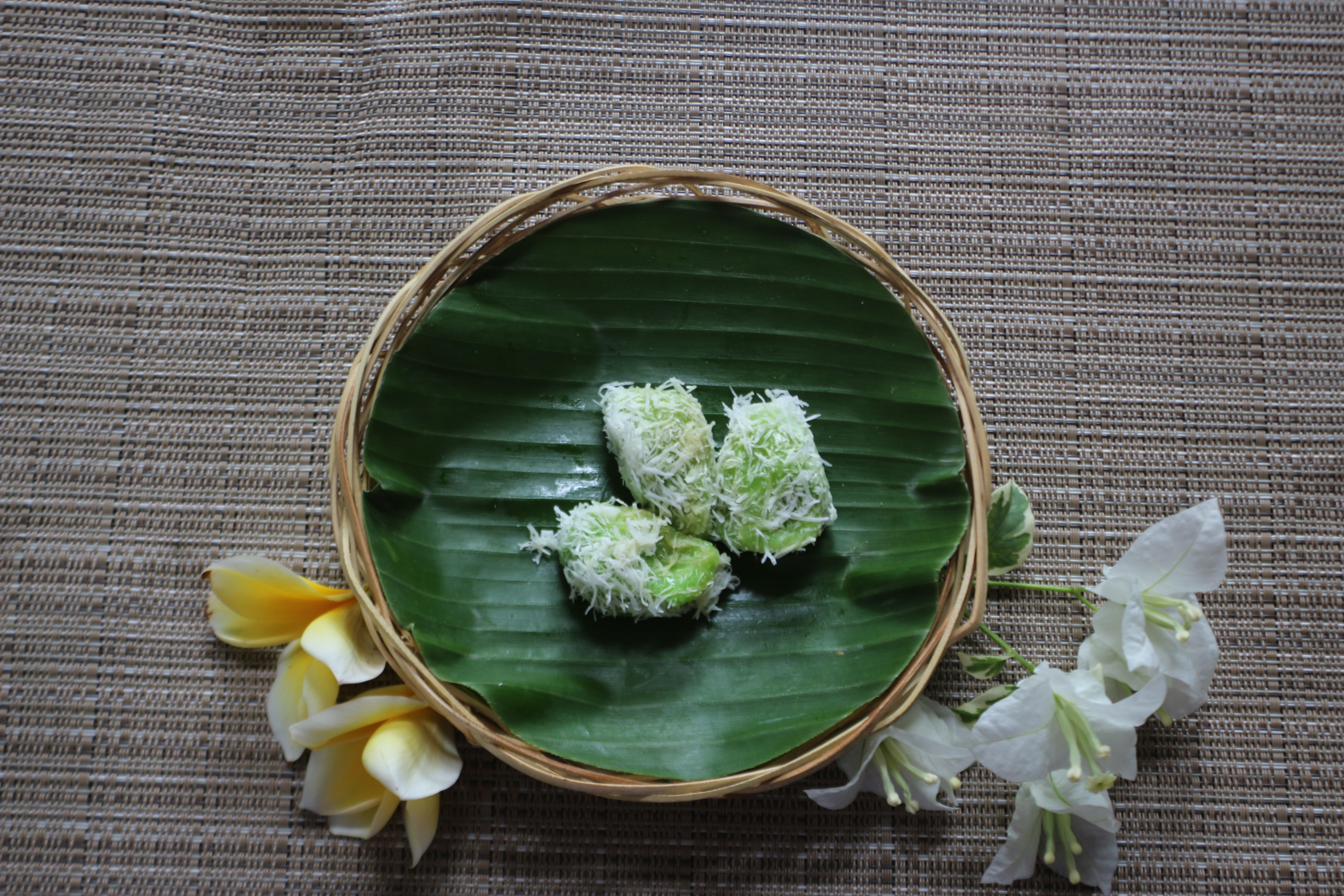
Klepon (Indonésie).

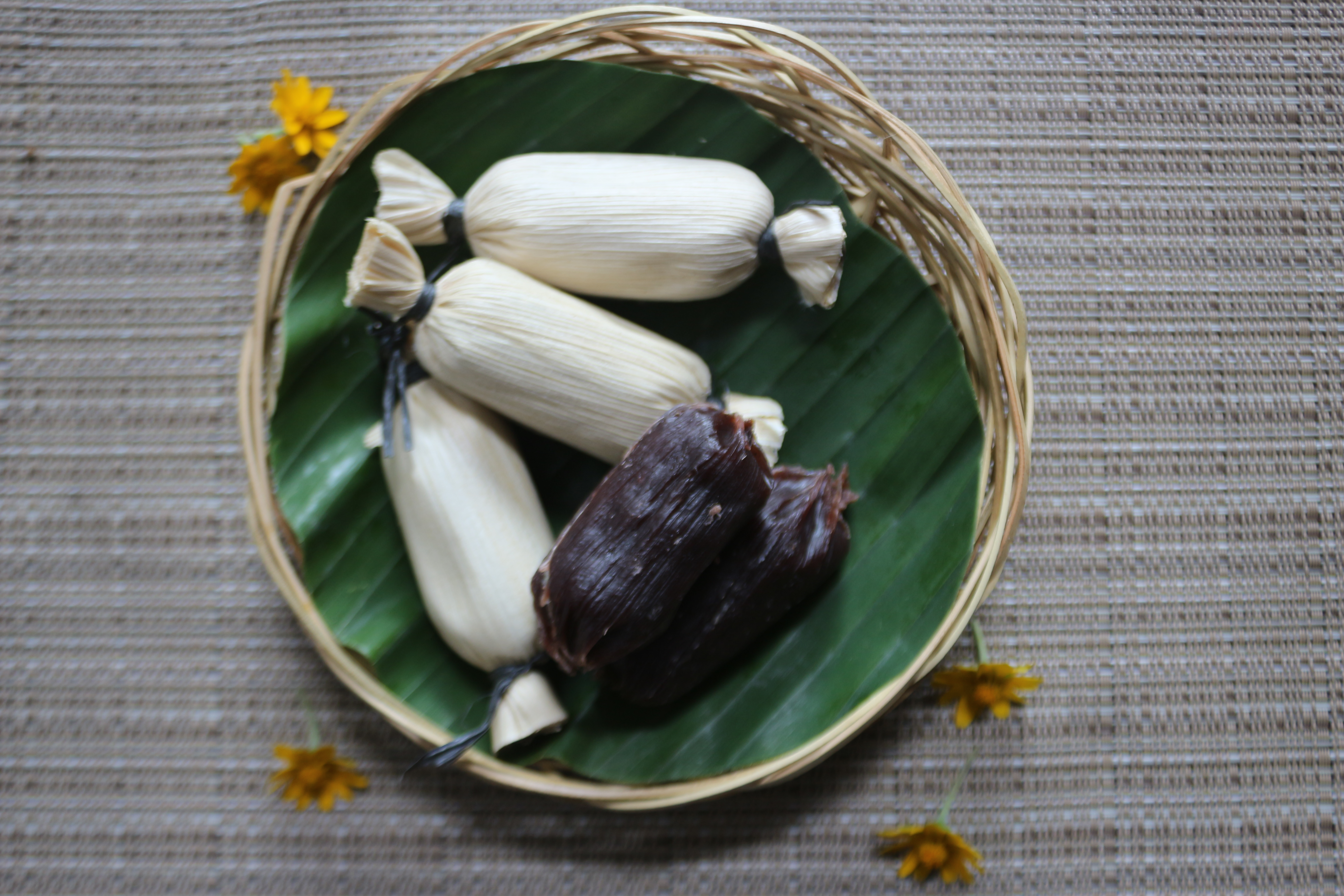
Dodol.

#### Friandises
- Kue : la farine de riz gluant est utilisée pour des desserts locaux traditionnels appelés kue, par exemple kue lapis.
- Bubur ketan hitam : congee de riz gluant noir, de lait de coco et de sucre de palme ou de sucre de canne.
- Bubur Candil : boulettes de riz gluant indonésiennes dans une sauce sucrée au lait de coco (on les colle au tapioka ou à la patate douce[15],[16].
- Dodol (kannada ದೊದೋಲ್ (dodōl)) : confiserie à base de lait de coco, farine de riz gluant, sucre (sucre de canne dans le doldol des Kandangans du sud du Kalimantan), cassonade et sel aromatisé au durian (le dodol Betawi de Jakarta est au durian), au corossol, au jacquier, au gingembre, etc. Ce bonbon indonésien, qui demande une longue préparation connait le succès en Asie du Sud et jusqu'en Arménie (Դոդոլ) ou en Russie (Додол). Le dodol est doux, filandreux et collant[17].
- Klepon (ou onde-onde en Malaisie) : gâteau de farine de riz gluant, rempli de sucre de palme liquide (gula jawa) bouilli, et enrobé de noix de coco râpée servi dans une feuille de bananier, existe en version colorée verte au Pandanus amaryllifolius.
- Lupis : riz gluant additionné de chaux cuit à l'eau bouillante 4 h dans une feuille de bananier, se sert avec coco, sucre (Java)[18].
- Wingko babat (hanacaraka : ꦮꦶꦁꦏꦺꦴ ꦧꦧꦠ꧀) : gâteau rond à base de jeune noix de coco, de farine de riz gluant et de sucre (côte nord de Java). Babat est un sous-district de Lamongan[19].
- Gemblong : pâte de farine de riz gluant blanc et noir qui est pétrie jusqu'à ce qu'elle soit lisse et en forme de boules auxquelles on ajoute de la noix de coco (lait et copeaux), puis frites puis enrobée d'une solution de sucre de palme brun[20],[21]. Collant et addictif (Indonésie).

#### Formes fermentées
- Brem : riz gluant fermenté puis séché pour se présenter sous forme de plaque solide et douce au gout (traditionnel en Indonésie, Java).
- Tapai, ketan : riz gluant tapai blanc et noir ou tapai pulut cuit à la vapeur puis ensemencé de levures et fermenté à température ambiante. Il peut être coloré en rouge ferment rouge angkak[pas clair] ou en vert avec de l'extrait de feuille de pandanus[22],[23]. Le tapai est consommé tel quel ou dans des glaces (Indonésie et Asie du sud est)[23].

#### Crackers
- Rengginang : biscuit de riz assaisonné d'épices.

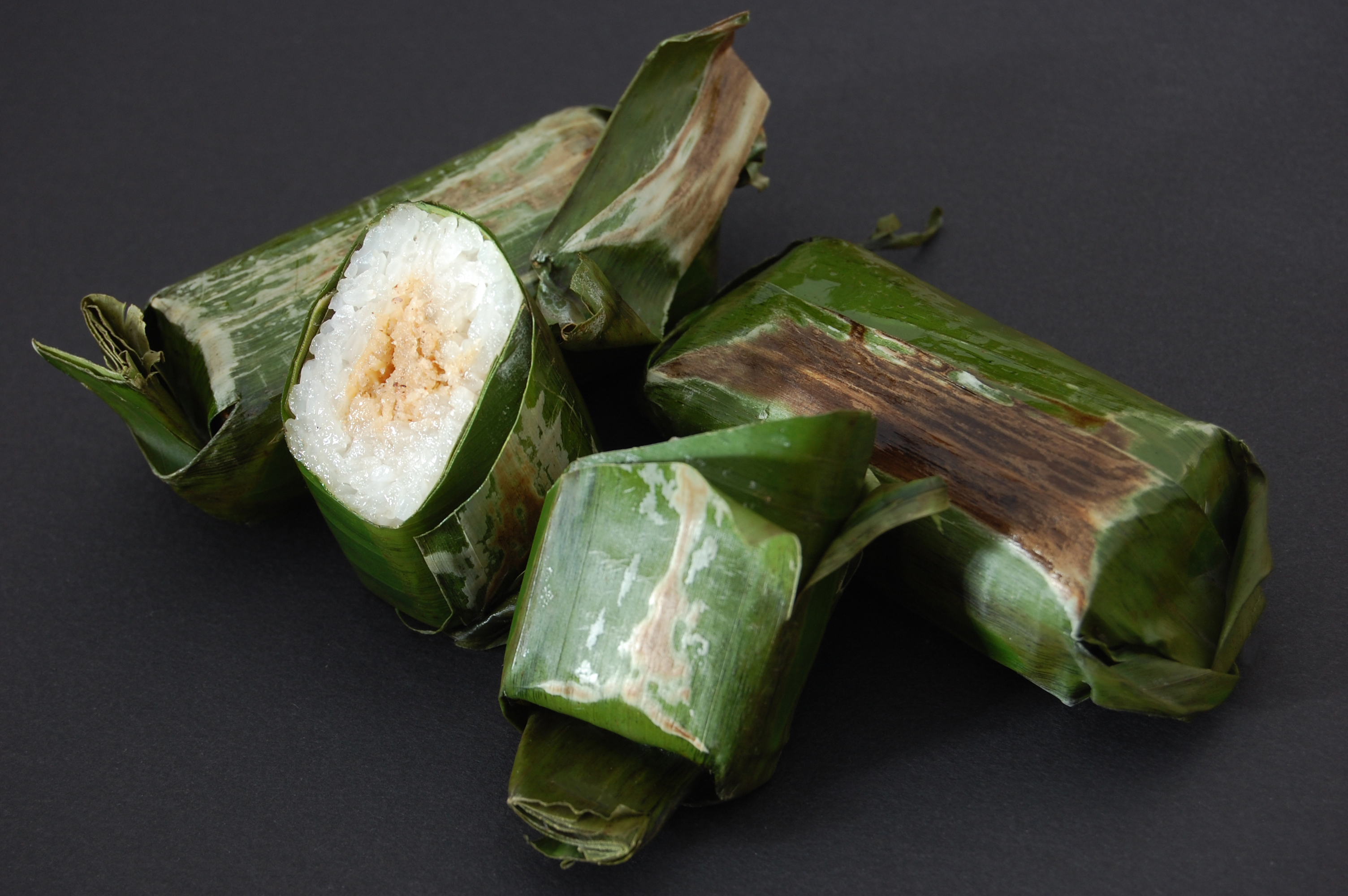
Lemper, riz gluant farci au poulet et entouré de feuilles de bananier.
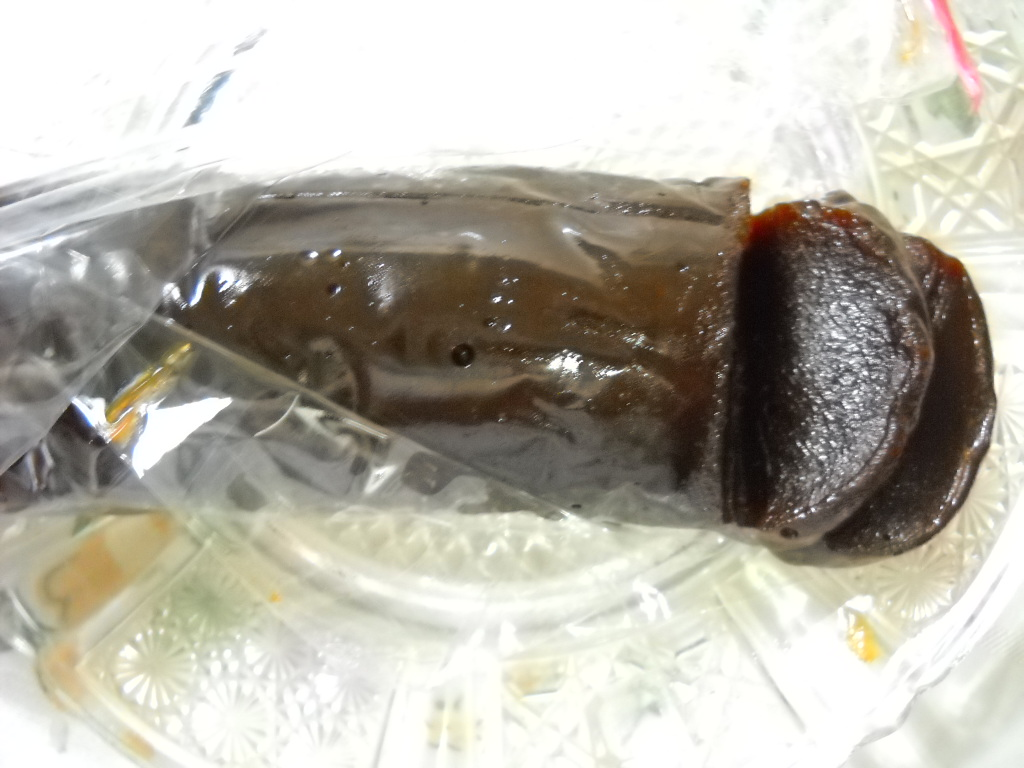
Dodol fait de riz gluant et de sucre de noix de coco.
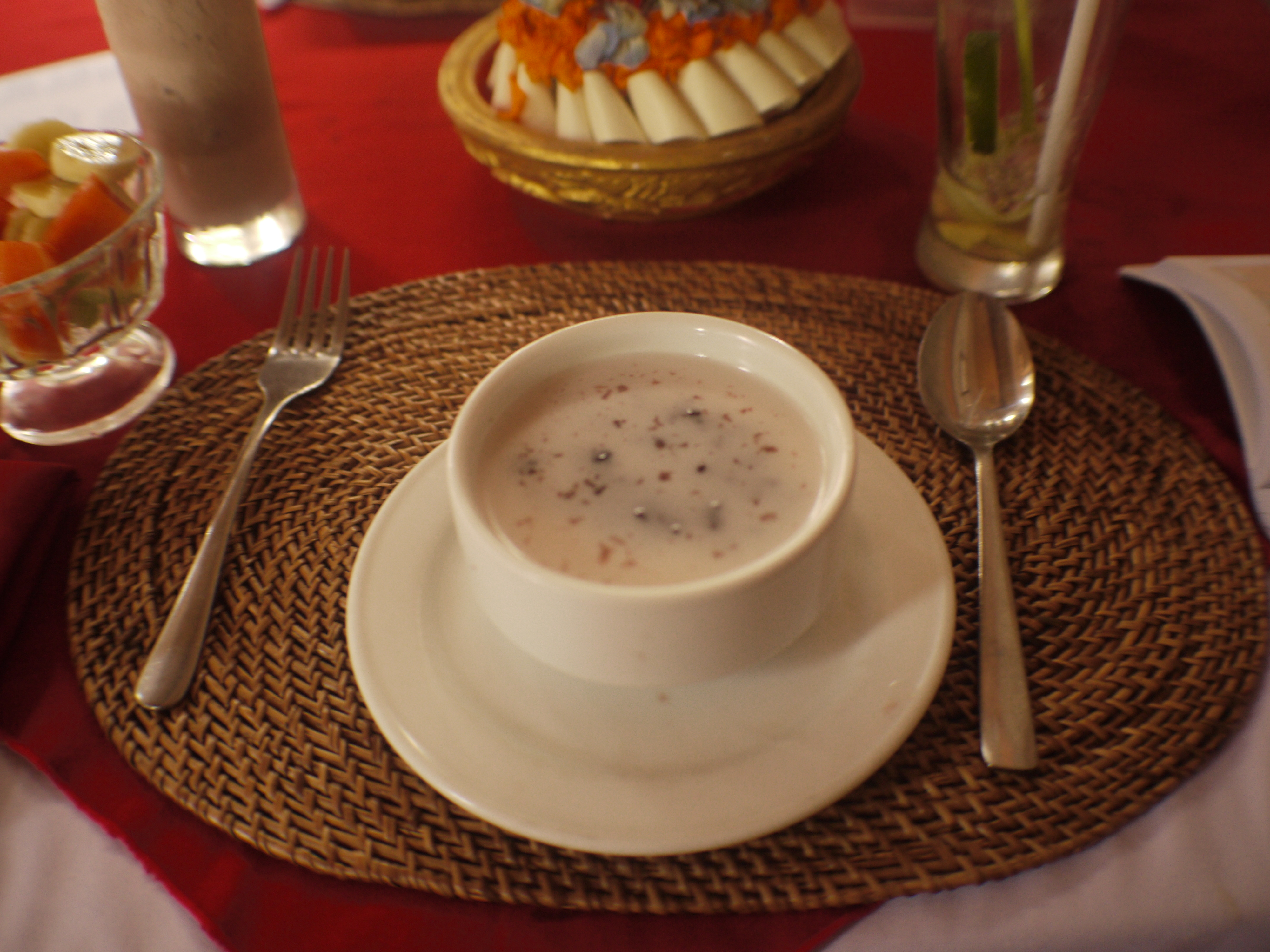
Bubur ketan hitam, bouillie de riz gluant noir avec du lait de coco et du sucre de palme.
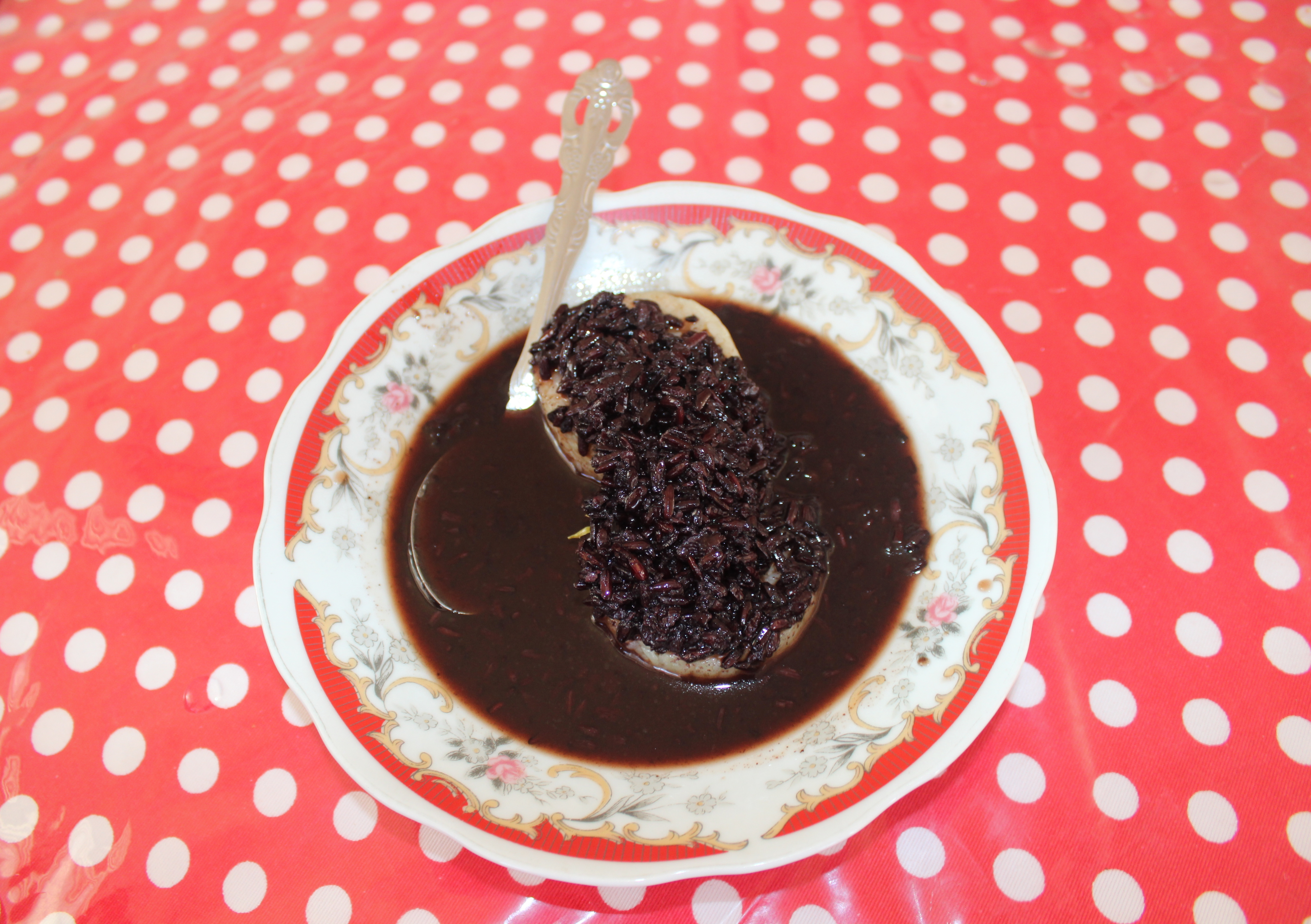
Lemang accompagné de tapai à base de riz gluant noir fermenté.
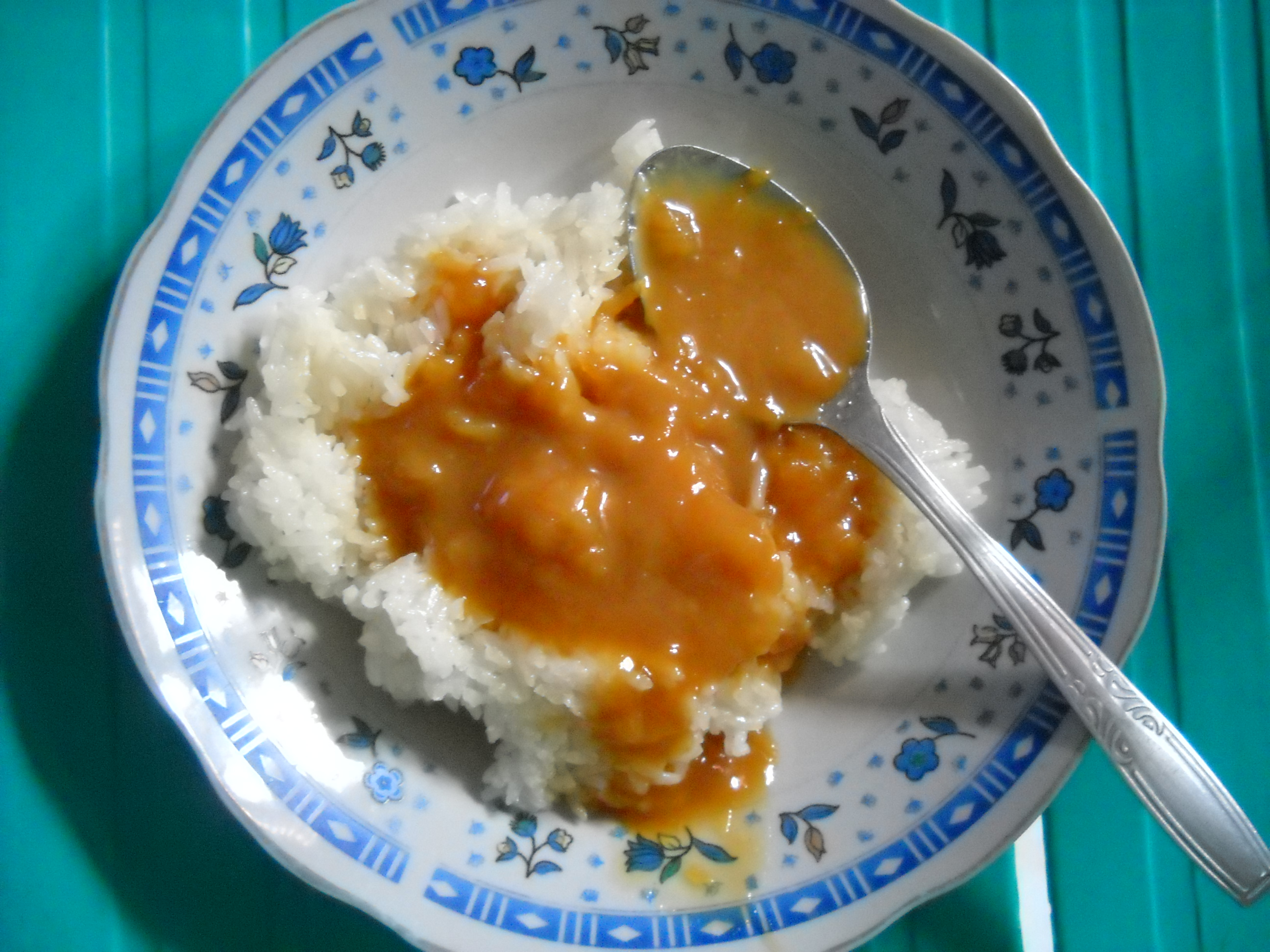
Ketan servi avec une sauce au durian.
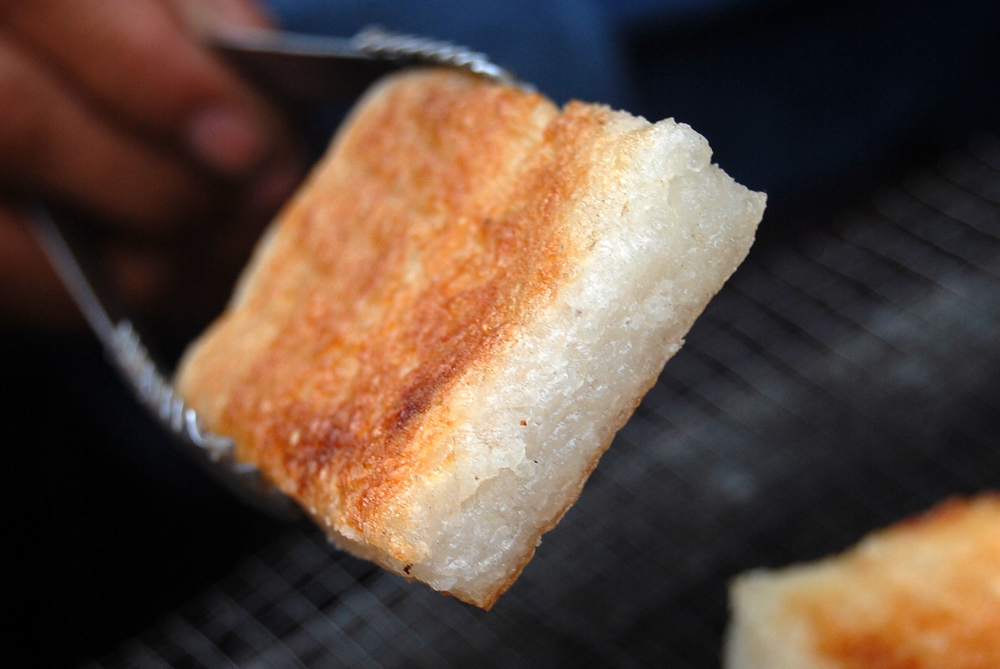
Uli bakar, cube de riz gluant grillé.
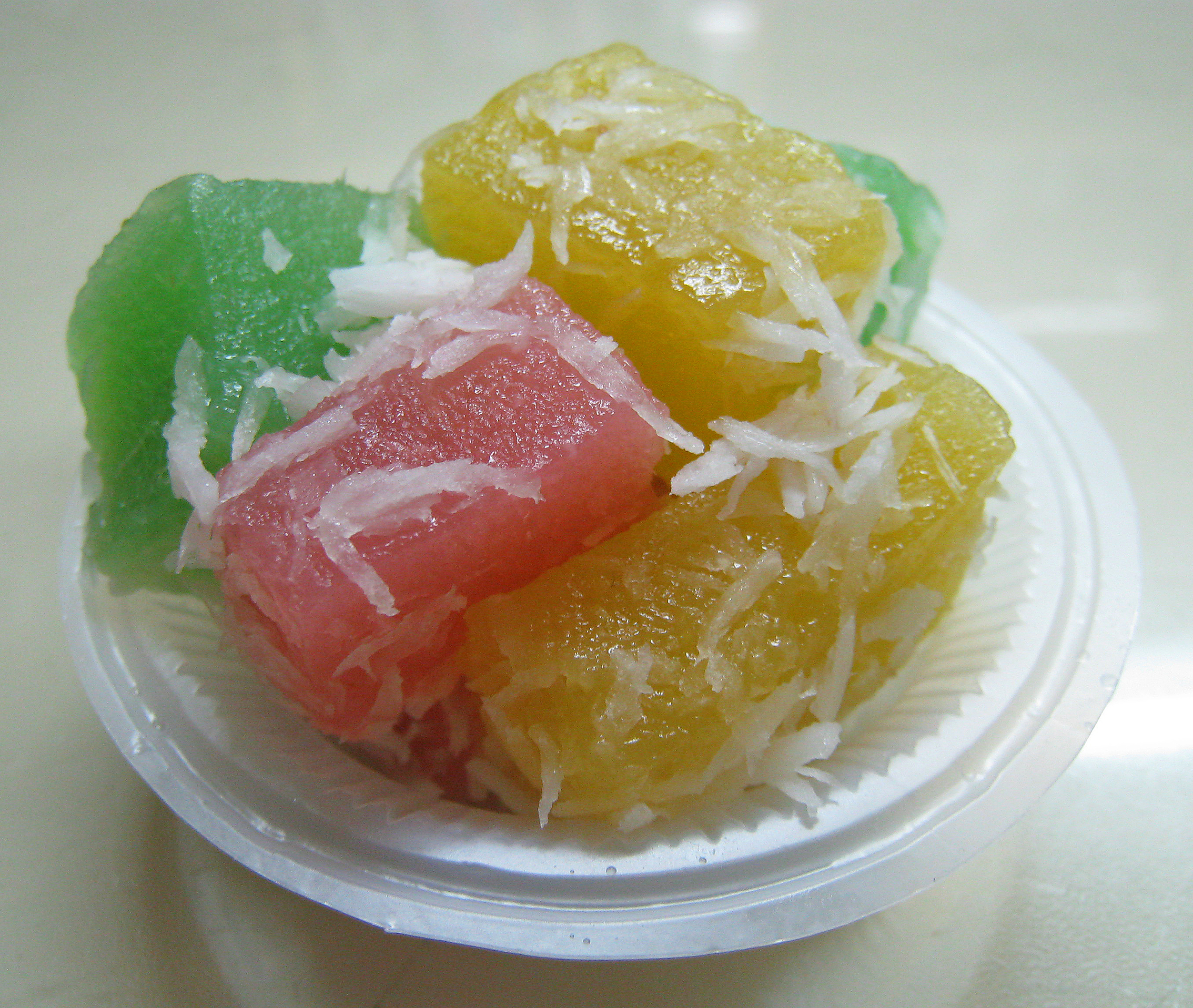
Cendil, gâteau javanais à base de riz gluant, sucre et noix de coco râpée.
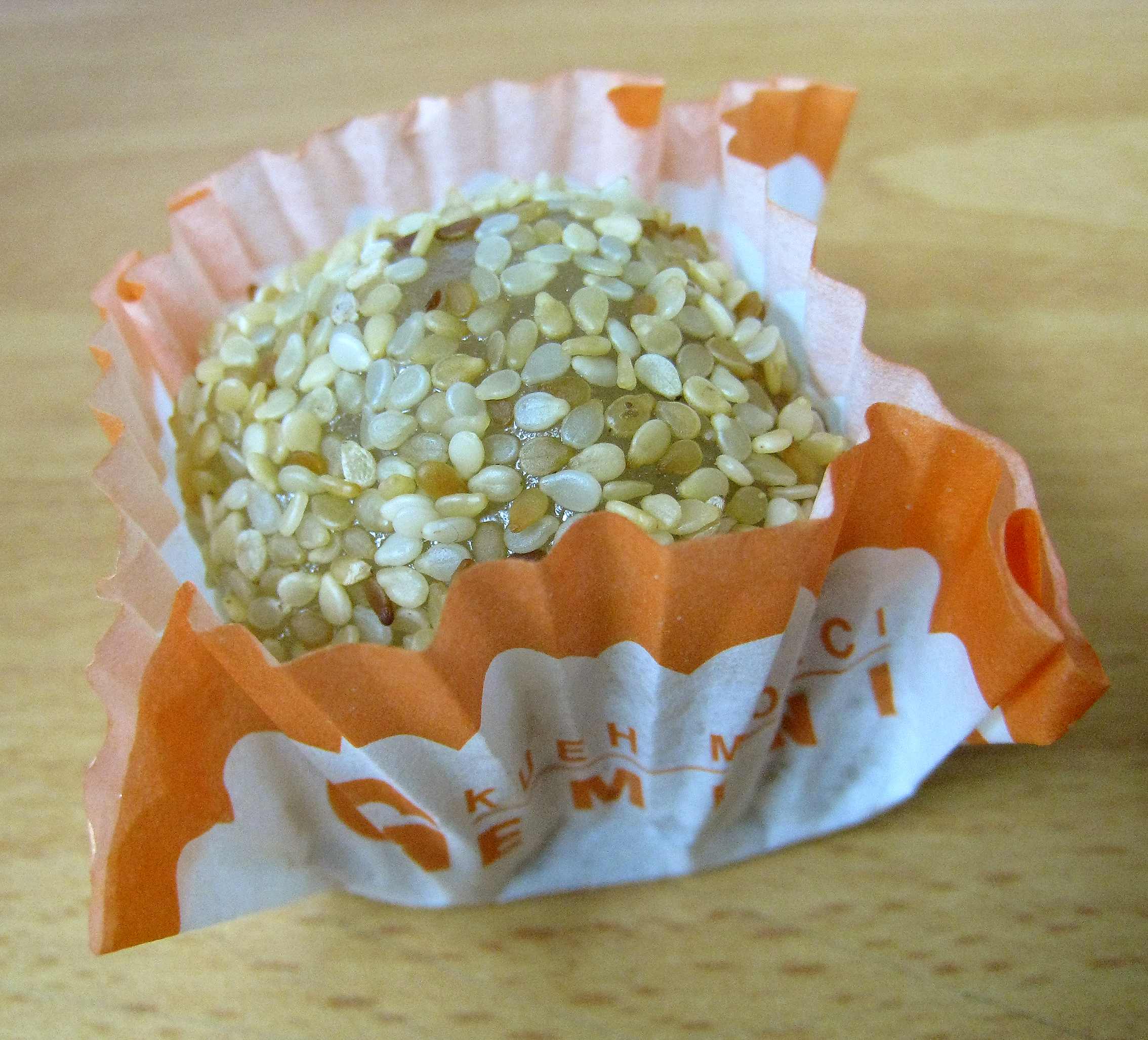
Kue mochi, gâteau dérivé du mochi, à base de riz gluant.
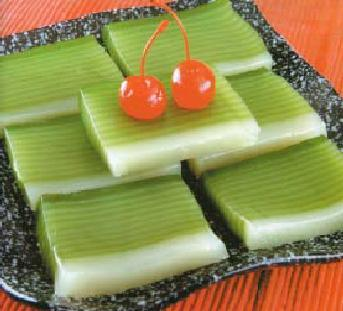
Kue lapis, gâteau à base de farine de riz gluant.
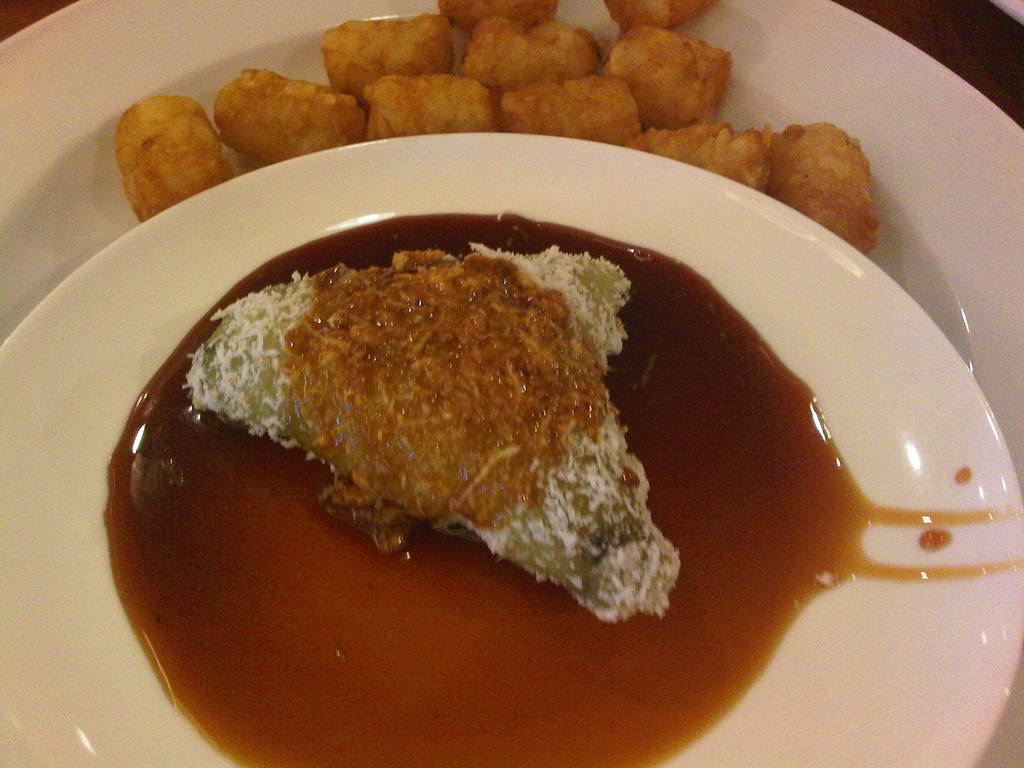
Kue lupis, gâteau de riz gluant, de noix de coco râpée et de sucre liquide de palme.
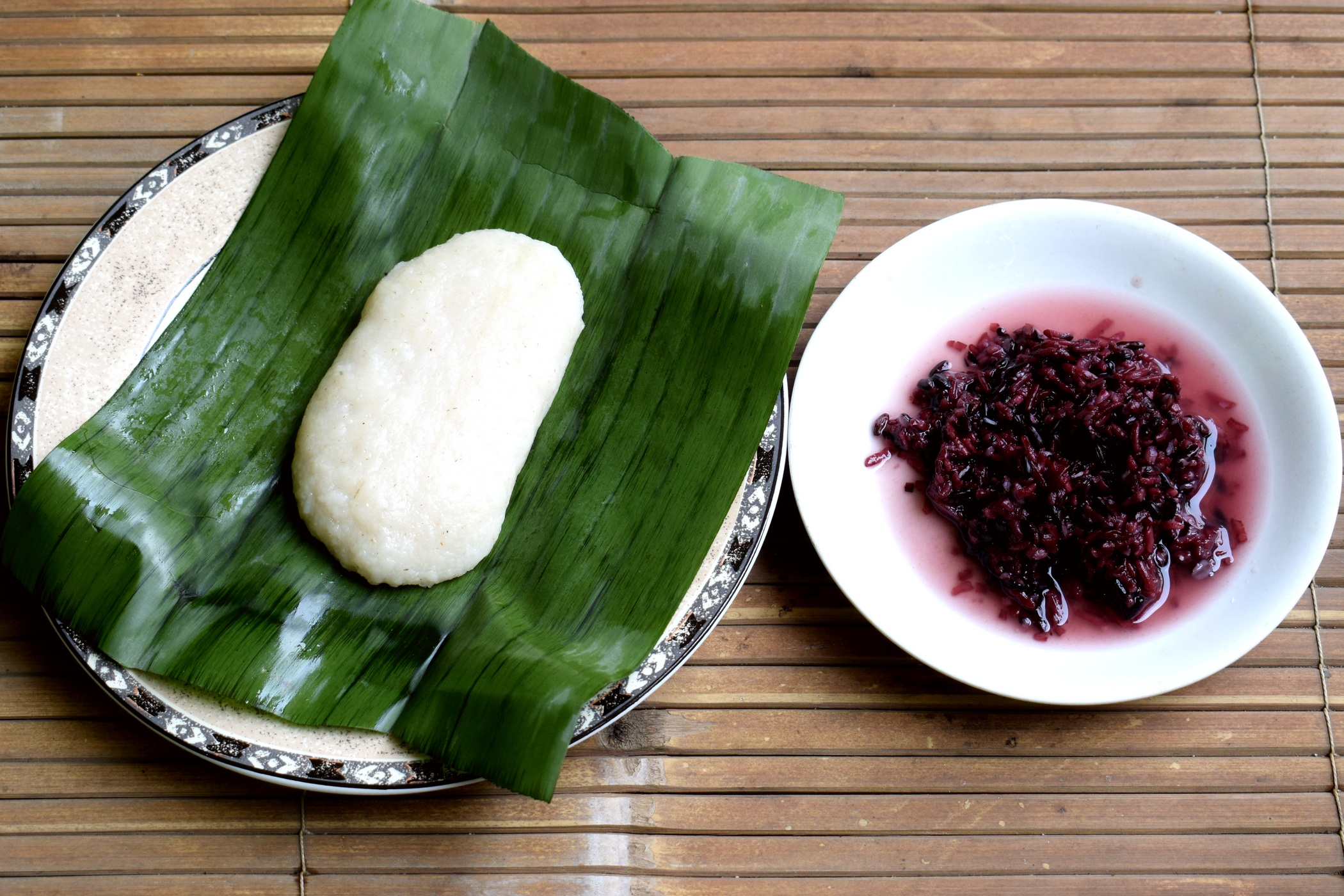
Tapai ketan (à droite) servi avec du uli (à gauche) : un riz gluant cuit avec de la noix de coco râpée et écrasée.

### Traditions japonaises
Au Japon, le riz gluant est connu sous le nom de mochigome (もち米). Réduit en farine, il sert à préparer le mochi, un gâteau de riz traditionnel consommé habituellement à l'occasion du Nouvel An japonais.

Kagami-mochi.

### Traditions khmères, laotiennes et thaïlandaises

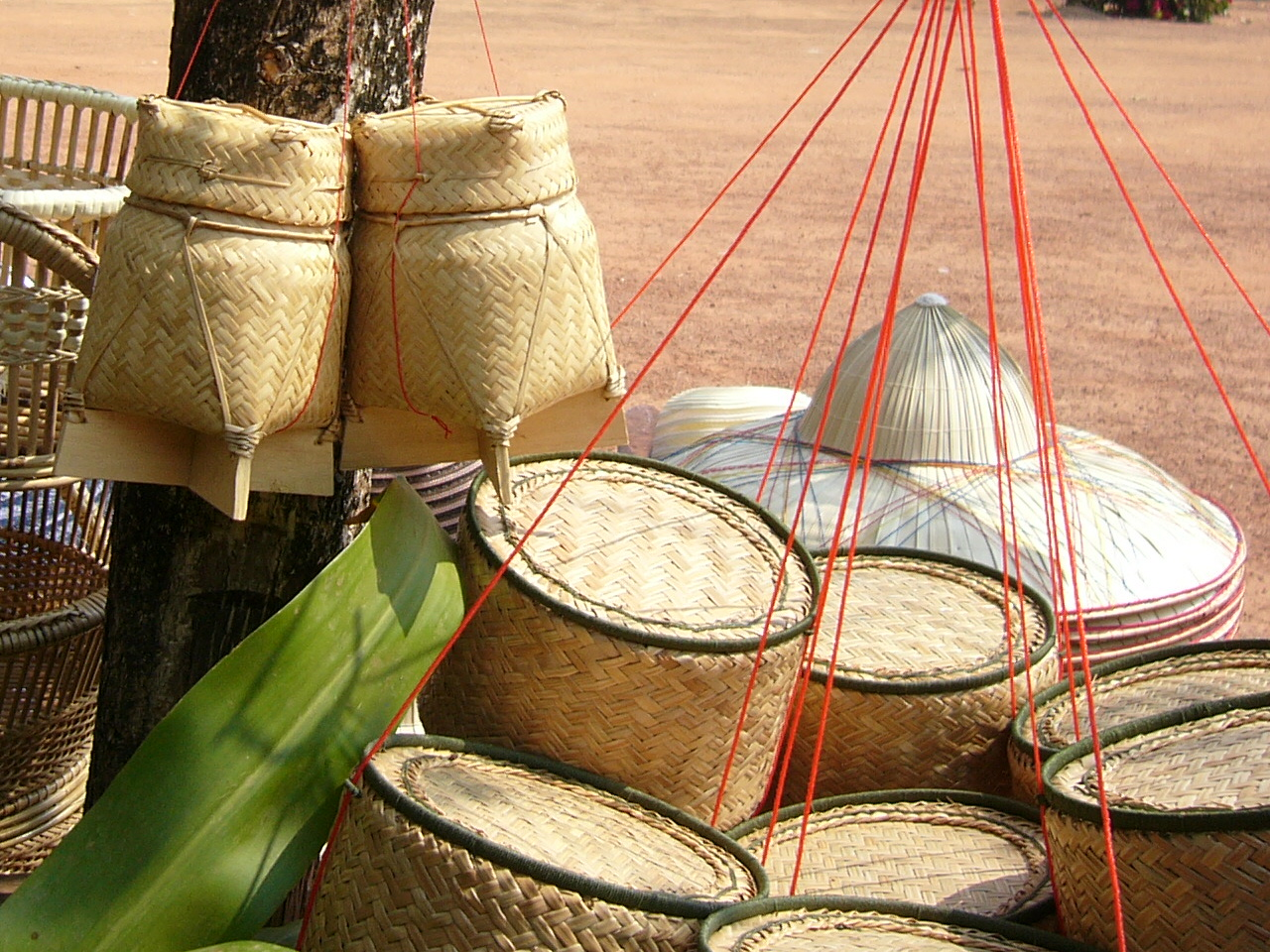
Paniers pour le riz gluant appelés kratips.

Au Cambodge et au Laos, le riz gluant est appelé tri-ip baille ou baille dam na-oeub (khmer) ou khao niao (thaï :ข้าวเหนียว  / lao : ເຂົ້າໜຽວ),. Il est préparé par trempage pendant plusieurs heures, suivi d'une cuisson à la vapeur dans un panier en bambou conique. Le panier en bambou est disposé dans une jarre en aluminium ou en terre cuite remplie d'eau, que l'on met à chauffer afin de faire monter la vapeur à travers le panier. Un couvercle standard est disposé sur le panier conique. Le riz est retourné à mi-cuisson (en général 30 min) par un mouvement énergique qui permet de le décoller. Une fois que la cuisson est terminée, le riz est disposé dans de petits récipients en bambou (thaï : กระติ๊บ ; lao : ketip khao ou kratip khao). Cela donne un riz qui est collant mais sec, plutôt qu'humide et gélatineux comme les variétés non gluantes. On se sert des doigts de la main droite pour façonner des boulettes, couramment trempées dans différents types de sauces lors de la dégustation.

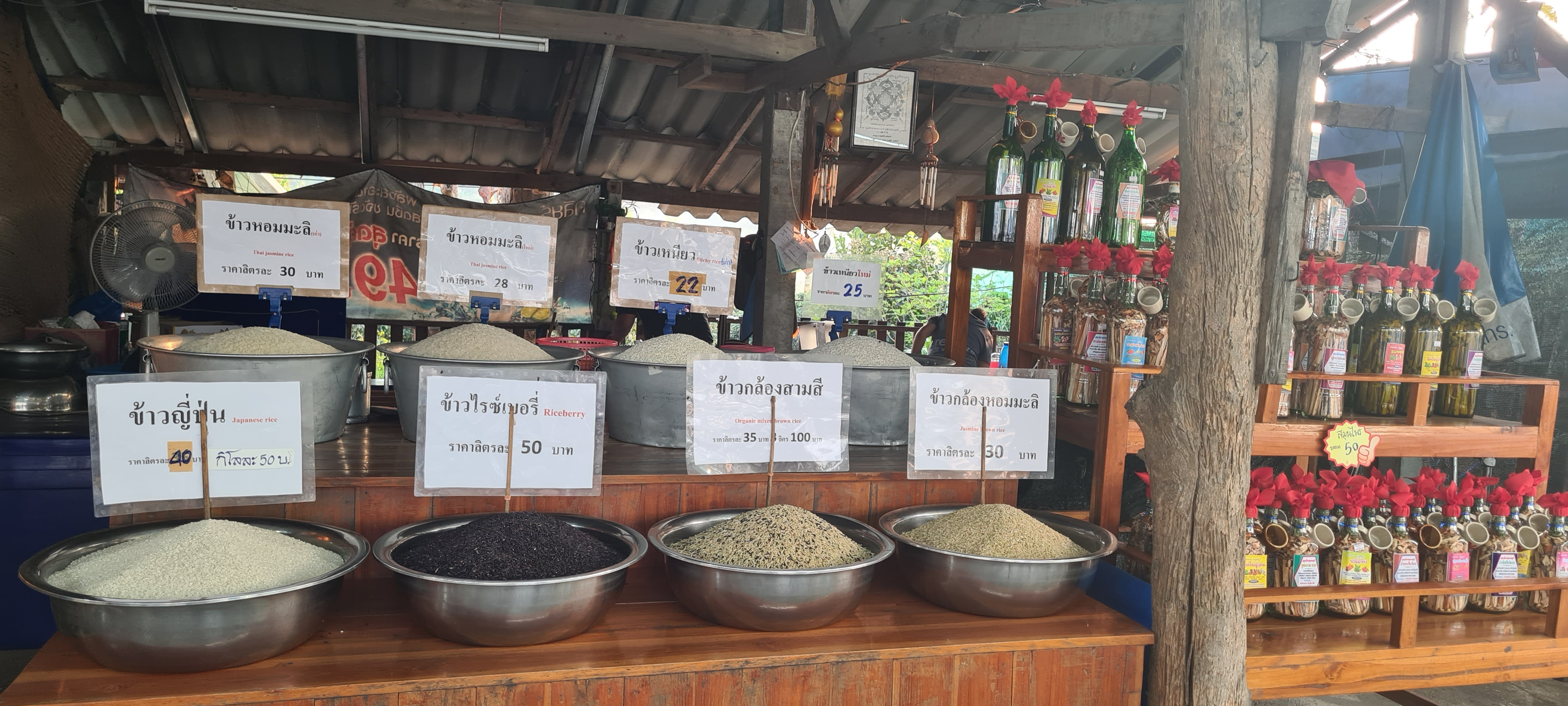
Variétés de riz dans un marché aux insectes dans les montagnes près de Chiang Mai en Thaïlande : riz jasmin blanc et brun (riz thaï), riz gluant, riz gluant nouveau et riz riceberry.

Deux des plats les plus populaires sont le gai yang et le tam maak hoong (thaï : ตำหมากหุ่ง). Le gai yang ou baille moane (khmer) est à base de poulet grillé, tandis que le tam maak hoong est une salade de papaye verte.
Le khao niao est aussi consommé avec les desserts. Le khao niao moon est fait de khao niao étuvé avec du lait de noix de coco qui peut être servi avec des mangues (Mango sticky rice) ou des durians bien mûrs. Enfin, le khao niao kluay ou nome tchei-éke (khmer) est fait de banane et de khao niao étuvés ensemble, généralement avec du lait de noix de coco.
Les Thaïs (avec le kao kua) et les Laotiens (avec le khao jee) se servent du riz gluant grillé pour apporter une touche d'arôme de noisette à de nombreux plats. Il est à la base, en Isan, de la confection traditionnelle du sato, ou vin de riz.

### Traditions philippines
Aux Philippines, le riz gluant est connu sous le nom de malagkit, et la farine de riz gluant, galapong. Les grains de riz sont traités avec une solution de lessive de soude puis séchés et mis dans des cônes en feuilles de bananier ou des enveloppes en feuilles de cocotier et cuits à la vapeur. Ils peuvent être additionnés de sucre, de lait de coco ou d'autres grains de céréales comme le millet.
Le riz collant est cuit à l'étuvée dans des enveloppes en feuilles de bananier ou de cocotier pour préparer le suman, dont il existe de nombreuses variétés selon les régions de provenance.
Parmi les garnitures les plus courants figurent le bukayo, noix de coco mûre râpée et cuite au sucre, la confiture de noix de coco et la noix de coco fraiche râpée. Dans certaines régions, on consomme le suman comme un snack avec des mangues ou des bananes mures.
Le bibingka, terme générique pour les gâteaux de riz sucrés, est fait principalement de riz gluant cuisiné avec du lait de coco.
Le palitao est une autre pâtisserie traditionnelle philippine semblable au mochi japonais.
Le bilo-bilo est un en-cas constitué de petites perles gluantes (de la farine de riz collant et de l'eau) dans du lait de coco sucré, additionné de banane plantain, de jacque et de tapioca.

### Traditions vietnamiennes
Le riz gluant, appelé en vietnamien xôi (cuit) ou nếp (non préparé), est plus couramment consommé lors de chaque pleine lune comme offrandes ou lors de fêtes familiales. C'est aussi l'ingrédient principal des préparations traditionnelles Bánh chưng (au Nord) et Bánh tét (au sud). À l'origine, elles étaient consommées essentiellement au Nouvel An vietnamien. Leur fabrication étant longue et demandant un savoir-faire certain, elle s'est professionnalisée et on peut en trouver de nos jours tout au long de l'année, y compris dans les communautés vietnamiennes à l'étranger.
Coloré en rouge (couleur du bonheur) avec des graines de gac (Momordica cochinchinensis), qui lui apportent également un parfum, il est appelé xôi gấc. Ce plat est servi lors des mariages et fêtes, notamment au Nouvel An lunaire.
Mangé au petit déjeuner ou en snack (vendu dans la rue), le riz gluant est alors mélangé avec d'autres ingrédients tels que des graines de mungo décortiquées, des haricots rouges ou noirs, du maïs éclaté, des morceaux de manioc ; le tout est saupoudré d'un mélange de sucre, graines de sésame grillées et sel. Dans sa version sucrée, ce type de riz gluant est servi dans une feuille de bananier avec du sucre et de la noix de coco râpée, et parfois parfumé au jus de feuilles de pandane (Pandanus amaryllifolius).
Les minorités ethniques du Nord Viet Nam et du Laos voisin cuisent le riz gluant, préalablement trempé longuement dans l'eau, dans des tronçons de bambou grillés au feu (cơm lam).
- Préparation du riz gluant sur l'île de Khong (Si Phan Don, archipel fluvial des 4 000 îles, Mékong, sud du Laos)

Préparation du riz gluant sur l'île de Khong (Si Phan Don, archipel fluvial des 4000 îles, Mékong, sud du Laos)
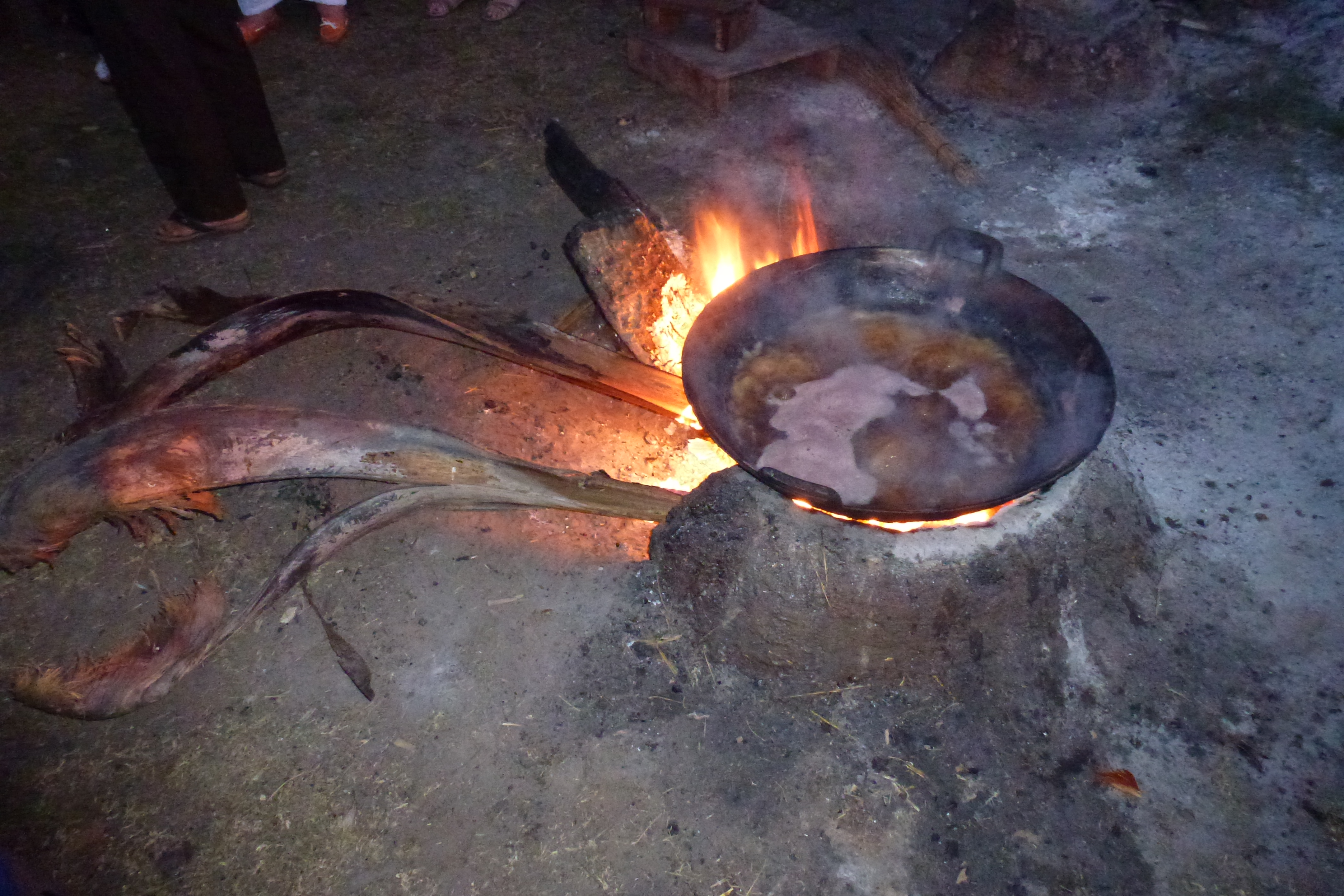
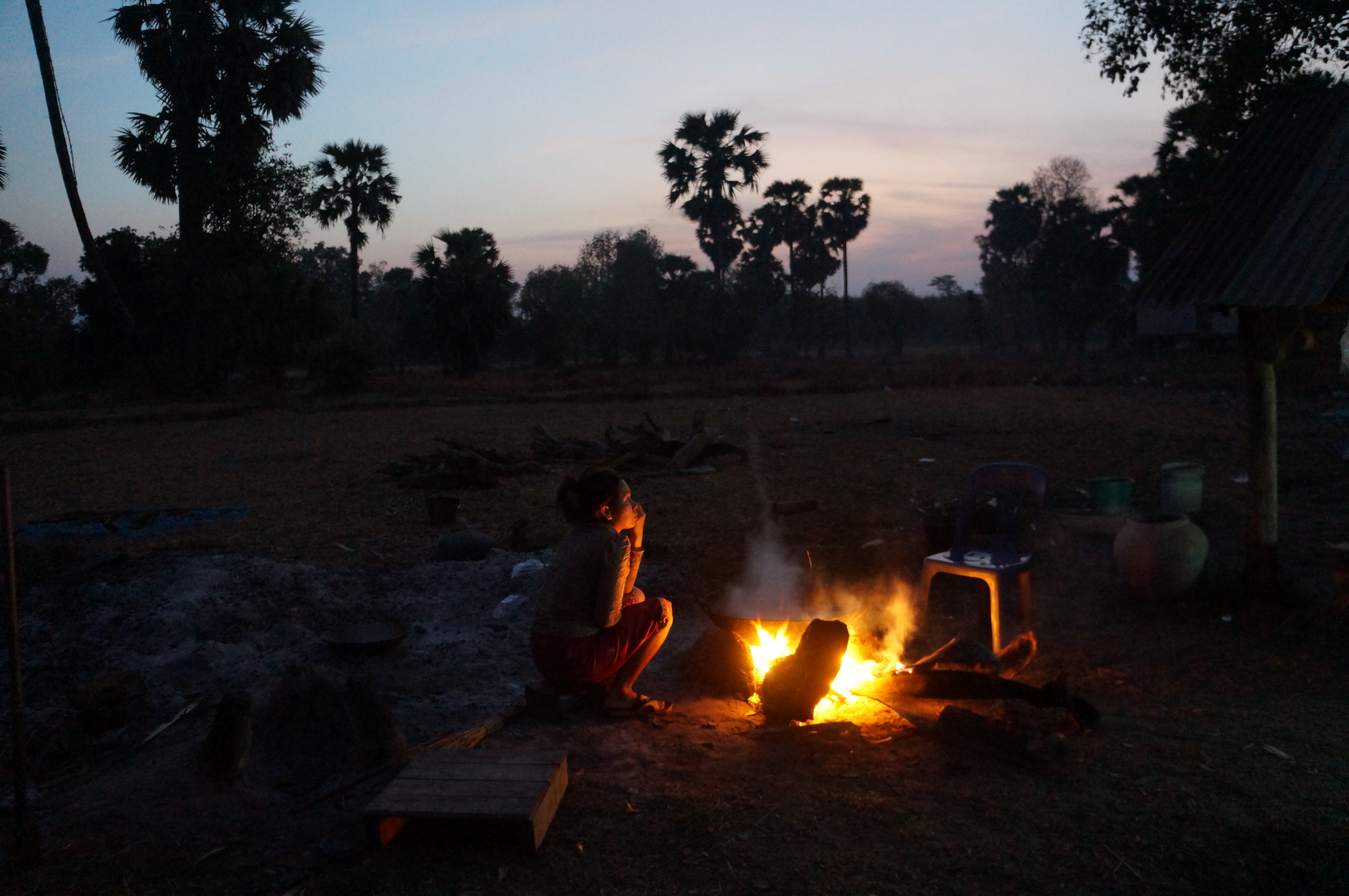
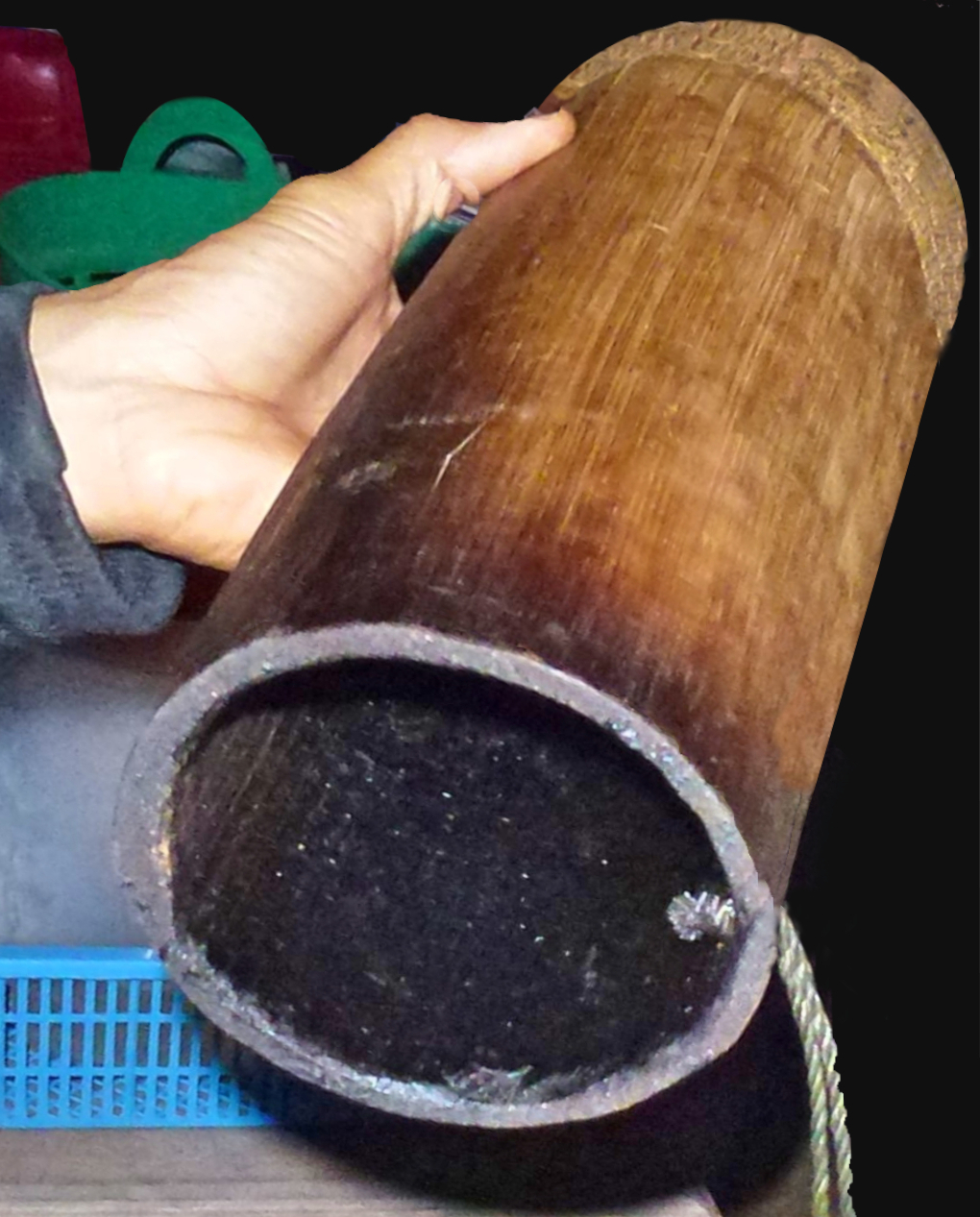
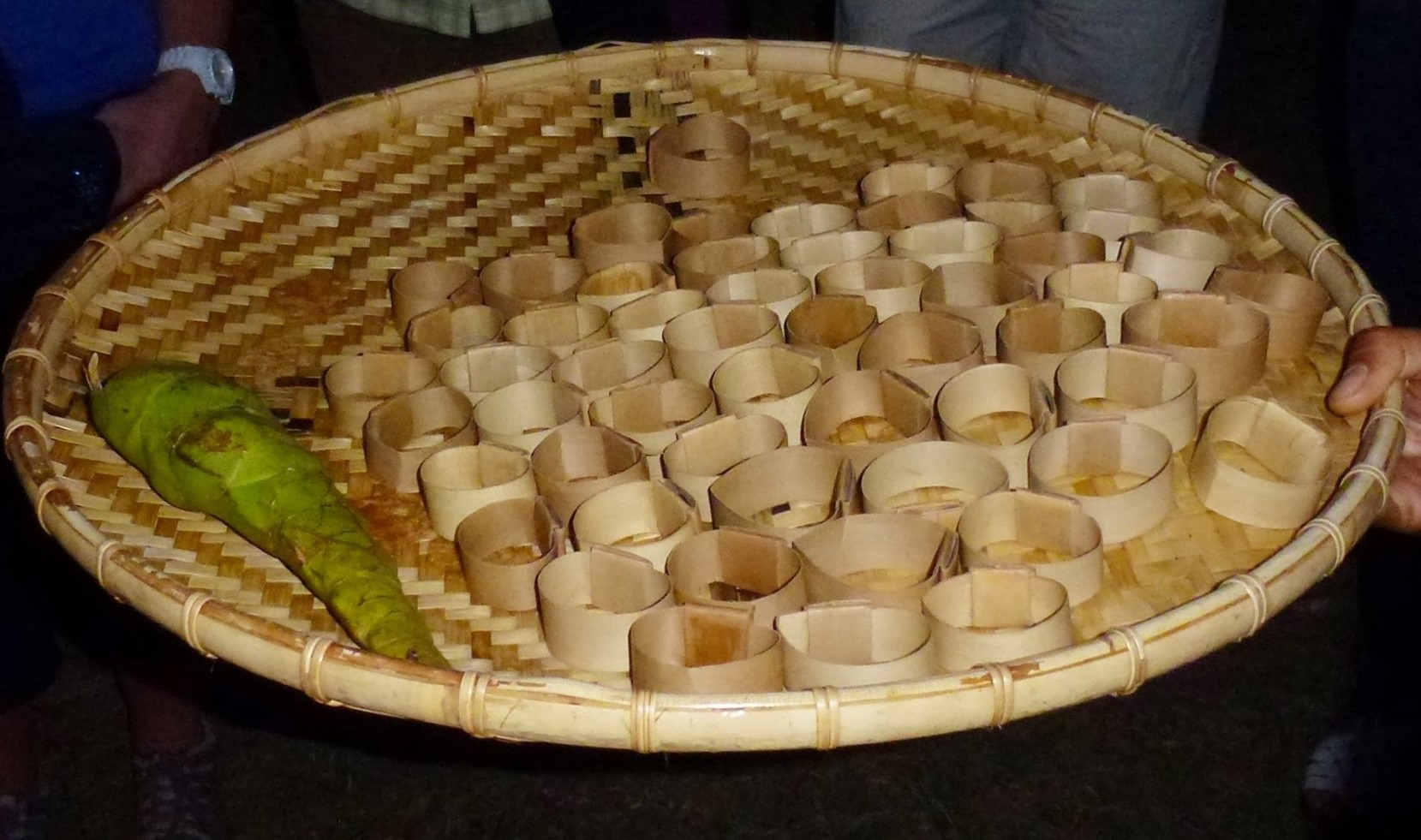

Le riz gluant soufflé (voir dans l'introduction) aggloméré avec du sucre caramélisé, étalé et coupé en morceaux, est vendu comme friandise appelée cốm dans le delta du Mékong (dans le Nord ce mot désigne une préparation différente, également à base de riz gluant).
La farine de riz gluant sert de base à toutes sortes de préparations culinaires comme pour les pâtes sous des formes diverses, les crêpes, les galettes, et les gâteaux salés ou sucrés.
Le riz gluant cuit et mis à fermenter avec une levure spécifique devient une masse de riz alcoolisé (cơm rượu) qui peut être consommé tel quel, sucré. Après distillation on obtient une eau-de-vie incolore (rượu nếp). Le produit commercial titre 40°, il est parfois qualifié de vodka vietnamienne.

## Usage non culinaire
On a découvert récemment que 3 % de riz gluant avaient été incorporés dans le mortier utilisé pour la construction de la Grande Muraille de Chine afin de renforcer sa résistance.